# VfL Segendorf
Der VfL 1881 Segendorf e.V. war ein deutscher Sportverein mit Sitz im Stadtteil Segendorf der rheinland-pfälzischen Stadt Neuwied im gleichnamigen Landkreis.

## Vorgängerverein
Im September des Jahres 1881 kamen einige Segendorfer zusammen um zusammen den Turnverein Segendorf zu gründen. Im Jahr 1986 wurde dann eine eigene Turnhalle fertig gestellt. Ein Fußballklub wurde dann mit „Fortuna“ Segendorf im Jahr 1911 gegründet. Während des Ersten Weltkriegs kam der Spielbetrieb erst einmal zum Erliegen. Von 1923 bis 1925 schaffte es die Fußball-Mannschaft von der C-Klasse bis in die A-Klasse und konnte auch diese mit der Meisterschaft abschließen. Innerhalb des FC Fortuna Segendorf bestand auch noch eine Leichtathletik-Abteilung. Bedingt durch finanzielle Probleme und die politische Lage wurden dann Überlegungen zu einer Fusion des Turnvereins sowie des Fußballvereins getroffen, welche dann im Jahr 1939 mit der Gründung des VfL Segendorf beschlossen wurde.

## Geschichte
Wirklich zu einem Spielbetrieb kam man während des Zweiten Weltkriegs dann jedoch nicht mehr, erst im Jahr 1947 wurde der Spielbetrieb wieder richtig aufgenommen. Zur Saison 1951/52 stieg die Fußball-Mannschaft in die damals drittklassige Landesliga Rheinland auf und belegte dort mit 18:42 Punkten den vorletzten Platz der Staffel Nord. Für die zur nächsten Spielzeit eingeführten Amateurliga qualifizierte man sich damit dann nicht und musste somit in der viertklassigen 2. Amateurliga antreten.
Aufgrund von Engpässen in der Jugend wurde dann im Jahr 1964 eine Spielgemeinschaft mit dem Fußballverein Wied 03 Niederbieber eingegangen. Darauf folgte dann 1967 auch ein Zusammenschluss zum neuen Verein VfL Wied Niederbieber-Segendorf 1881/1903.